# Aurora Consurgens
Aurora Consurgens jest szóstym studyjnym albumem power metalowej grupy Angra.

## Opis
Nazwa płyty odnosi się do średniowiecznej książki pod tym samym tytułem przypisywanej Tomaszowi z Akwinu, która posłużyła później Carlowi Jungowi do opisania związku snów ze stanem umysłu człowieka. Album nie jest koncepcyjny, jednak wszystkie teksty krążą wokół zaburzeń psychicznych, jak schizofrenia czy socjopatia.
Album ma cięższe brzmienie niż jego poprzednicy, jednak nadal znajdują się na nim elementy folkloru i kultury brazylijskiej charakterystyczne dla twórczości grupy.

## Tworzenie
Bas został nagrany w studiu House of Audio w Niemczech, gdzie producentem był Dennis Ward, podczas gdy pozostali muzycy nagrali swoje partie w São Paulo w Brazylii, w studiu Via Musique pod okiem Thiago Biachi (Karma).

## Lista utworów
| Nr  | Tytuł utworu                          | Autorzy                           | Długość |
| --- | ------------------------------------- | --------------------------------- | ------- |
| 1.  | „The Course of Nature”                | Edu Falaschi, Kiko Loureiro       | 4:30    |
| 2.  | „The Voice Commanding You”            | Rafael Bittencourt                | 5:27    |
| 3.  | „Ego Painted Grey”                    | Rafael Bittencourt, Kiko Loureiro | 5:38    |
| 4.  | „Breaking Ties”                       | Felipe Andreoli, Eduardo Falaschi | 3:29    |
| 5.  | „Salvation: Suicide”                  | Rafael Bittencourt, Kiko Loureiro | 4:21    |
| 6.  | „Window to Nowhere”                   | Rafael Bittencourt, Kiko Loureiro | 6:02    |
| 7.  | „So Near So Far”                      | Kiko Loureiro                     | 7:09    |
| 8.  | „Passing By”                          | Felipe Andreoli                   | 6:32    |
| 9.  | „Scream Your Heart Out”               | Kiko Loureiro                     | 4:25    |
| 10. | „Abandoned Fate”                      | Kiko Loureiro                     | 3:09    |
| 11. | „Out of This World” (utwór dodatkowy) | Rafael Bittencourt                | 4:35    |
|     |                                       |                                   | 55:17   |

## Twórcy
- Eduardo Falaschi – śpiew
- Kiko Loureiro – gitara
- Rafael Bittencourt – gitara
- Felipe Andreoli – gitara basowa
- Aquiles Priester – perkusja

## Listy sprzedaży
| Lista   | Kraj    | Pozycja |
| ------- | ------- | ------- |
| Top 200 | Francja | 154     |